# Radiowe Nutki
Radiowe Nutki – warszawski zespół dziecięcy pod dyrekcją Krystyny Kwiatkowskiej, szczególnie popularny w latach 80. Ponieważ wykonywał wiele piosenek wspólnie z zespołem Fasolki, często był z nim mylony. Regularny wykonawca piosenek w audycji Programu Pierwszego Polskiego Radia – Radio dzieciom.

## Historia
Zespół został założony w 1981 roku przez Krystynę Kwiatkowską. 

## Dyskografia
wybrane tytuły - lista niepełna
- Duże różowe słońce (2008) (składanka utworów różnych wykonawców)
- Domowe przedszkole - Piosenka o radości (2005)
- Domowe przedszkole - Bal baloników (1987/2001) (składanka utworów różnych wykonawców)
- Radio Dzieciom (1987)
- Fasola 1 (198x) (składanka utworów różnych wykonawców)
- Piosenki przedszkolaka Minihity (składanka utworów różnych wykonawców)
- Pięknie żyć
- Domowe przedszkole 3